# Ernst Rudolph Bertouch
Ernst Rudolph baron (von) Bertouch (20. april 1808 – 8. juli 1869) var en dansk officer og diplomat, halvbror til Poul Godske Bertouch-Lehn.
Han var søn af Frederik Julian Christian von Bertouch og dennes tredje hustru, Louise Juliane von Wallmoden, og blev ritmester (siden sat à la suite), kammerherre, legationsråd, bl.a. fra 1863 i Paris, og var Ridder af Dannebrog. Han var desuden dekoreret med en lang række udenlandske ordener.
Han fik 23. januar 1839 kgl. bevilling til at føre titel af friherre for sig og efterkommere.
Han blev gift 17. november 1847 med Louise Henriette Gage (21. december 1809 - 19. juni 1880), datter af John Gage, Esq. (bror til Lord, Viscount Gage) og Mary Milbank